# Alburno

Struttura del legno:
1. Midollo
2. Anelli di crescita
3. Legno/xilema (durame e alburno)
4. Cambio
5. Floema
6. Corteccia esterna

L'alburno è la parte legnosa più giovane del tronco degli alberi. Esso si trova subito sotto la corteccia ed è la parte dove scorre la linfa grezza; circonda la porzione più interna, detta durame o "cuore del legno", che svolge solo funzioni di sostegno.